# قطر للوقود
شركة قطر للوقود (المعروف أيضا باسم وقود) هي شركة قطرية للنفط والغاز التي تركز على توزيع وبيع المكرر المنتجات النفطية التي قدمتها قطر للبترول . إنه تاجر التجزئة الوحيد للوقود في قطر  وهو مدرج في البورصة العامة . اعتبارا من مايو 2018 ، حافظت الشركة على 63 محطة تعبئة في جميع أنحاء البلاد. بالإضافة إلى محطات التعبئة، تدير الشركة ورش السيارات ومحطات الإطارات والمتاجر. وتمتلك الشركة أيضا العديد من الشركات التابعة.

## التاريخ

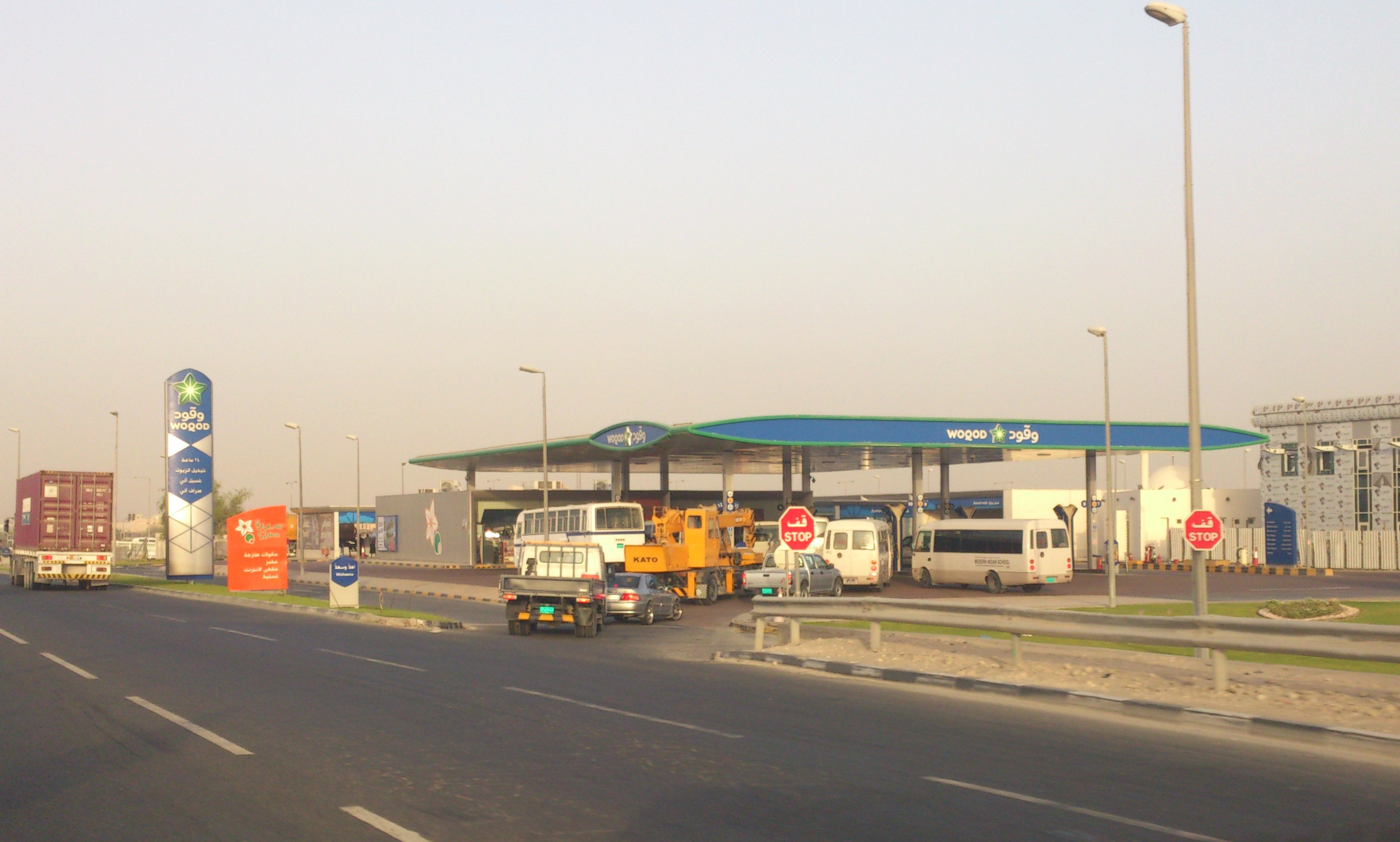
محطة تعبئة وقود في المعمورة

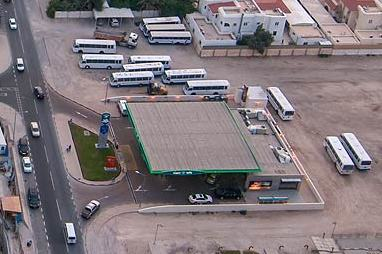
منظر جوي لمحطة تعبئة وقود في عنيزة

تم إنشاء قطر للوقود بشكل رسمي بموجب المرسوم الأميري رقم. 5 صدر في 10 فبراير 2002. تم نقل أصولها من الشركة الوطنية لتوزيع النفط التابعة لشركة قطر للبترول ، التي تدير مستودعًا لتزويد المنتجات النفطية المكررة في أبو هامور . في عام 2009 ، أنشأت شركة قطر للوقود مصنع غاز البترول المسال في المنطقة الصناعية بالدوحة.
خلال الجمعية العامة غير العادية التي عقدت في يونيو 2018 ، اتخذت الشركة قرارًا بزيادة ملكية غير القطريين إلى 49 ٪ من أجل جذب الاستثمارات. تم تخصيص ميزانية قدرها 634 مليون ريال لعام 2018 لتخصيصها لبناء محطات تعبئة جديدة وتطوير المحطات الحالية. وفقًا لمسؤولي الشركة، توجد خطط لتثبيت 88 محطة تعبئة بحلول نهاية عام 2018 بإجمالي 100 محطة بحلول عام 2020.

## الشحن
وتشارك الشركة في القار الشحن. في عام 2014 ، توصلت الشركة إلى اتفاق مع «أشغال» ( هيئة الأشغال العامة) لاستيراد 130,000 طن لاستخدامها في أعمال البناء. في وقت التوصل إلى الاتفاقية، كان لدى شركة قطر للوقود ناقلتان من القار، مع شراء سفينة إضافية بقيمة 6 ملايين دولار في نوفمبر 2014.

## محلات السدرة
ابتداءً من عام 2006 ، افتتحت شركة قطر للوقود العديد من المتاجر تحت اسم سدرة. تحتفظ الشركة بأكثر من 30 متجرًا في سدرة، يرتبط معظمها بمحطات تعبئة الوقود. في عام 2014 ، عقب اجتماع الجمعية العامة، تم الإعلان عن أن شركة قطر للوقود قد بدأت عملية ترقية جميع متاجر السدرة إلى محلات السوبر ماركت.

## الشركات التابعة
من بين الشركات التابعة للشركة: شركة قطر جت فويل (Q-JET) ، وفوكود فحص المركبات، ووقود للخدمات البحرية، ووكود الدولية للاستثمار الأجنبي.
تدير قطر للوقود مراكز فحص المركبات تحت علامتها التجارية فاهيس. تم تقديم خدمات فحص المركبات في البداية منذ عام 2003 في مركز فاحص بالمنطقة الصناعية في الدوحة. تم افتتاح أول مركز لها خارج المنطقة الصناعية في وادي البنات في ديسمبر 2014 ، وسيأتي المركز الثاني في يناير 2015 في مسامير .